# Бунун (язык)

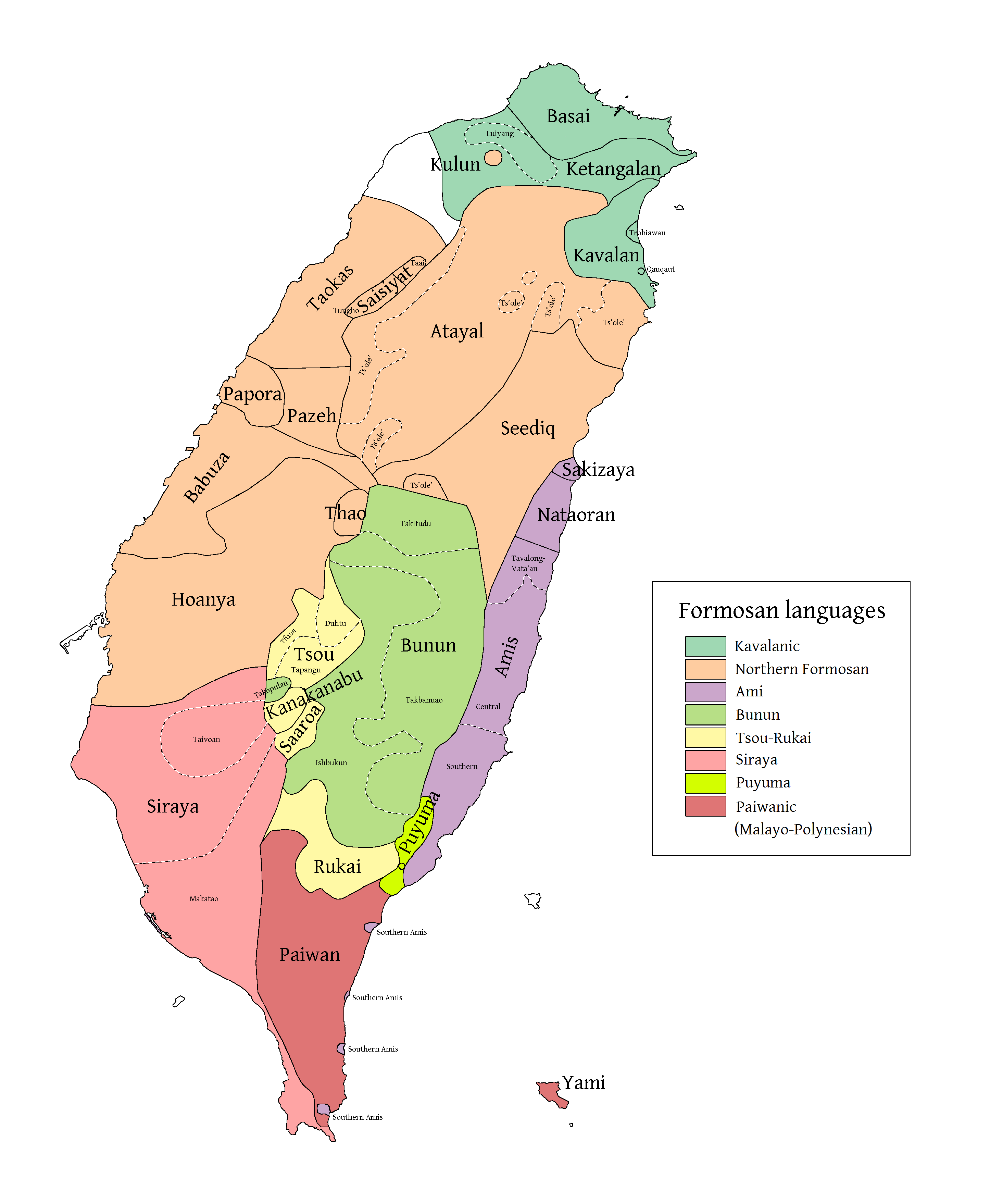
Одна из классификаций распространения тайваньских языков до китайской колонизации. Бунун обозначен фисташковым цветом.

Бунун (кит. 布農語, бунун Bunun) — язык народа бунун, одной из аборигенных народностей острова Тайвань. Относится к тайваньским языкам австронезийской семьи. Выделяют пять диалектов: исбукун, такбунуаз и такиватан (центральная ветвь), такибака и такитудух (северная ветвь). Шестой диалект, такипулан, исчез в 1970-е годы. Распространён в центральной части острова, к югу от языка тароко. Численность носителей по данным на 2002 год составляет около 38 000 человек.
Распространён также среди таких малых этнических групп как саароа и канаканабу.
С 2017 года официальное признан на Тайване, как один из 16 языков официально признанных коренных народов острова.